# آستین اجیده
آستین اجیده (انگلیسی: Austin Ejide؛ زاده ۸ آوریل ۱۹۸۴) یک بازیکن فوتبال اهل نیجریه است.

## تیم ملی
وی همچنین تیم ملی فوتبال نیجریه بازی کرده‌است.